# 광주군 (1988년 선거구)
광주군은 대한민국의 옛 국회의원 선거구이다. 당시 경기도 광주군 일대를 관할하였다.

## 역사
대한민국 제13대 국회의원 선거를 앞두고 성남시·광주군 선거구에서 분리되어 신설되었다. 
1989년 1월 1일을 기해 광주군 동부읍·서부면·중부면 상산곡리가 하남시로 승격되었다. 이에 대한민국 제14대 국회의원 선거를 앞두고 광주군 선거구가 하남시·광주군 선거구로 개편되었다.

## 역대 국회의원
| 선거   | 정당 | 정당       | 의원   |
| ------ | ---- | ---------- | ------ |
| 1988년 |      | 통일민주당 | 유기준 |

## 역대 선거 결과

### 대한민국 제13대 국회의원 선거
|  | 55.48% |

|  | 34.47% |

|  | 10.04% |